# Trường Thọ, Trùng Khánh
Trường Thọ (chữ Hán giản thể:长寿区, Hán Việt: Trường Thọ khu) là một quận thuộc thành phố trực thuộc trung ương Trùng Khánh, Cộng hòa Nhân dân Trung Hoa. Quận này có diện tích 1415 km2, dân số năm 2006 là 880.000 người. Quận này cách trung tâm Trùng Khánh 67 km, phía đông nam giáp Bội Lăng, Ba Nam, tây bắc giáp huyện Điếm Giang, tây giáp huyện Lãnh Thủy của Tứ Xuyên. Quận này có 22 trấn và 22 hương